# 經典造父變星
經典造父變星（也稱為第一星族造父變星、第一型造父變星、或仙王座δ變星）是造父變星的一種。它們是第一星族星，有著周期從數天至數月，質量是太陽4-20倍的變星，光度可以達到太陽的100,000倍。經典造父變星是光譜類型在F6-K2的黃超巨星，在脈動週期中的半徑變化可以達到數百萬公里（大約是船底座I的25%）。
經典脈動變星的光度和脈動週期之間存在著明確的關聯性，可靠的造父變星成為可行的標準燭光，建立起銀河和河外星系距離指標。哈伯太空望遠鏡觀測經典造父變星使哈伯定律成為更為可靠的制約因素。經典造父變星也用來闡明我們的銀河系，像是太陽位於銀河盤面的上方，以及銀河系在本地的螺旋結構。
在銀河系內已知的經典造父變星超過700顆，在外星系也已經發現了數千顆。哈伯太空望遠鏡已經確認出距離一億光年的NGC 4603內的經典造父變星。

## 發現
在1784年9月10日，愛德華·皮戈特檢測到天鷹座η的光度變化，這是第一顆被描述的經典造父變星。但是，這一種造父變星卻以幾個月後由约翰·古德利克發現的變星造父一為代表。造父一也是驗證周光關係時特別重要的一顆造父變星，因為他的距離是造父變星中最精確的，這要歸功於它的成員都在星團之中，並且可以從哈伯太空望遠鏡/依巴谷衛星得到可靠的視差。

## 周光關係
經典造父變星的光度與它的變化週期有著直接的關係。脈動週期越長，光度也越明亮。這種周光關係是亨麗愛塔·勒維特在研究了麥哲倫雲的數千顆變星之後，於1908年發現的。她於1912年與更進一步的證據發表。一旦校準了周光關係，只要知道脈動周期就可以建立給定的這顆造父變星的光度，然後從它的視星等就可以得知距離。從埃希納·赫茨普龍開始，20世紀有許多的天文學家都在校正周光關係。校準期間的周光關係一直都有問題，不過本尼克等人在2007年使用哈伯太空望遠鏡精確的測量了10顆鄰近的經典造父變星的視差，確定了銀河系內穩定的周光關係。同時，在2008年，ESO的天文學家使用迴光測量埋置在星雲中的船尾座RS的距離，精確度達到只有1%的誤差。但是，後者的發現一直是文獻中爭論的主題。
下面的經典造父變星周光關係公式，{\displaystyle P}是脈動週期， {\displaystyle M_{v}}是絕對星等。這是建立在哈伯太空望遠鏡對鄰近的10顆造父變星以三角視差測距的結果：
{\displaystyle M_{v}=-2.43\pm 0.12(\log _{10}(P)-1)-(4.05\pm 0.02)\,}
此處{\displaystyle P}的測量單位是天。
。使用下列的公式也可以計算經典造父變星的距離：
{\displaystyle 5\log _{10}{d}=V+(3.34)\log _{10}{P}-(2.45)(V-I)+7.52\,.}
{\displaystyle 5\log _{10}{d}=V+(3.37)\log _{10}{P}-(2.55)(V-I)+7.48\,.}。
{\displaystyle I}和{\displaystyle V}分別表示近紅外線和視覺上（可見光）的平均星等。

## 以造父變星測量距離的不確定性
綑綁在造父變星之間，對距離測量的不確定因素主要是：周光關係在不同通帶的本質，零點和斜率的關係這兩者都會衝擊到豐度，以及光度計的汙染（混合）和衰減的變化規律（通常是未知的），都會影響到造父變星測量的距離。所有這些主題在文獻中都有爭議。
這些未解決的事項已經導致哈伯常數的值（以經典造父變星建立）在60 km/s/Mpc和80公里/s/Mpc之間不等，解決此一差異是天文學當今的首要問題之一，因為宇宙學的宇宙參數受到哈伯常數數值精確的制約和影響。

## 例子
一些相當明亮的經典造父變星，展示出肉眼可以分辨的光度變化，包括：天鷹座η、雙子座ζ、劍魚座β，和據以命名的原型造父一。距離最近的經典造父變星是北極星（勾陳一），雖然這顆恆星展示出許多特性，但是它的距離仍是一個爭議很多的議題。

## 外部連結
- The Cepheid Distance Scale: A History, by Nick Allen
- SEDS: Variable Stars
- McMaster Cepheid Photometry and Radial Velocity Data Archive （页面存档备份，存于）
- American Association of Variable Star Observers （页面存档备份，存于）
- Stellar pulsation theory - Regular versus irregular variability

Template:Variable star topics